# روضة الصفا

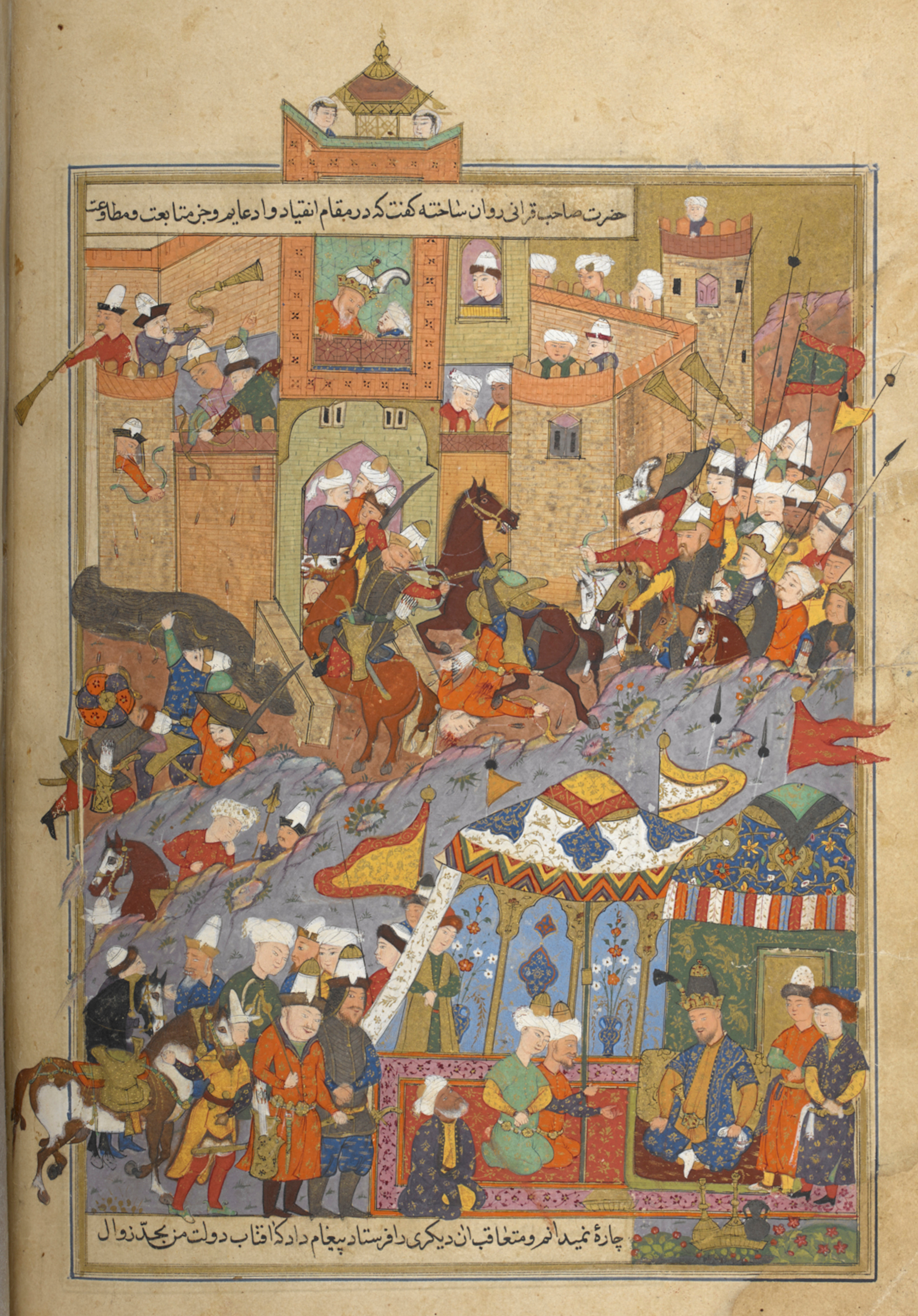
هجمة تيمور علي بلخ - صورة من نسخة مخطوطة.

روضة الصفا في سيرة الأنبياء والملوك والخلفاء هو كتاب تاريخ فارسي، من تأليف مير خواند المتوفى 903 هـ.
والروضة هو تاريخ عالم ينتهي بموت حسين سلطان هراة. الكتاب يقع في الأصل في ست مجلدات، غير أن مير خواند توفي قبل أن يكمله فألحق إبنه صاحب «حبيب السير»، ألحق بالكتاب مجلد سابع.
وقد طبع الكتاب في بمبئي وغيرها في مجلدين 1270 هـ.

## ترجماتها
- ترجم دي ساسي فصول من الكتاب إلى الفرنسية، نشرت سنة 1837 م.[3]
- ترجم يوهان أوجست فولرز القسم المتعلق بتاريخ السلاجقة، من الفارسية إلى الألمانية مع نشر النص بحسب مخطوطات باريس وبرلين، مع تعليقات (جيسن، 1838 م).[4]
- ترجم إلى التركية، وطبعت الترجمة باستانبول في 1258 هـ.[5]
- ترجم إلى الإنكليزية من قبل ريهاستك وأربثنوت (لندن، 1893 م).[6]
- ترجمة عن الفارسية إلى العربية للمجلد الرابع، ترجمه أحمد عبد القادر الشاذلي (القاهرة: الدار المصرية للكتاب، 1408 هـ / 1988 م).